# Spiralothelphusa parvula
Spiralothelphusa parvula is een krabbensoort uit de familie van de Gecarcinucidae. De wetenschappelijke naam van de soort is voor het eerst geldig gepubliceerd in 1961 door Fernando.